# Estación de Las Planas
Las Planas (en catalán y según FGC Les Planes) es una estación de ferrocarril suburbano de la red de Ferrocarriles de la Generalidad de Cataluña (FGC) perteneciente a las líneas S1 y S2 de la línea Barcelona-Vallés situada en las planicies de Vallvidrera, en el distrito de Sarriá-San Gervasio de Barcelona.
Esta estación es la última situada en Barcelona, encontrándose cerca del límite con la comarca del Vallés Occidental. La mitad del barrio de Las Planas pertenece al municipio de San Cugat del Vallés. La estación tuvo en 2018 un tráfico de 395 050 de pasajeros, correspondientes al Metro del Vallés

## Situación ferroviaria
La estación de Las Planas se sitúa en el punto kilométrico 4,7 de la línea de ancho internacional Sarriá-Las Planas, a 227 metros de altitud. El tramo es de vía doble y está electrificado.

## Historia

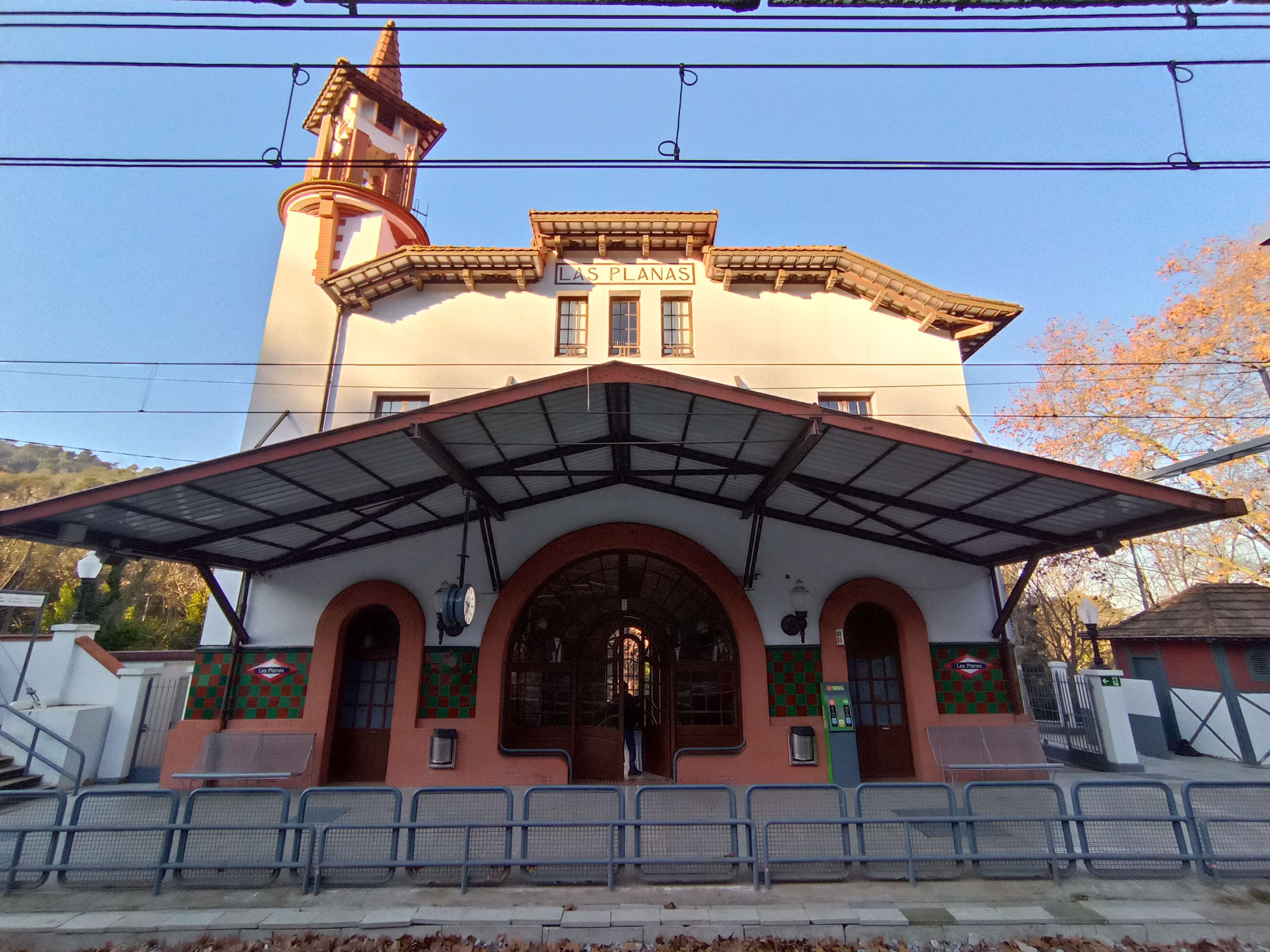
Estación de Las Planas

Fue inaugurada el 28 de noviembre de 1916, con la entrada en servicio del tramo de línea desde Sarriá, constituyendo, la primera fase de la línea hasta el Vallés, una vez superada la sierra de Collserola.
Las obras corrieron a cargo de la Compañía de los Ferrocarriles de Cataluña (FCC), constituida por Frederick Stark Pearson, que en 1912 había integrado a su predecesora, la Compañía del Ferrocarril Sarriá a Barcelona (FSB). Ésta a su vez adquirió a la que dio origen a la línea del Vallés, la Compañía del Ferrocarril de Barcelona a Sarriá (FBS), debido a la acumulación de deudas de esta última, en 1874.
En 1936, con el estallido de la Guerra Civil, la compañía propietaria de la línea pasó a manos de colectivizaciones de obreros que se hicieron cargo de la infraestructura y la gestión de la línea. En 1939 fueron devueltas a sus propietarios antes de las colectivizaciones.
Cabe destacar que en 1941, con la nacionalización del ferrocarril en España, FCC, FSB y sus infraestructuras no pasaron a ser gestionadas por RENFE, debido a que la línea no era de ancho ibérico.
La Compañía del Ferrocarril de Sarriá a Barcelona (FSB), a partir de la década de 1970, empezó a sufrir problemas financieros debido a la inflación, el aumento de los gastos de explotación y tarifas obligadas sin ninguna compensación. En 1977 después de pedir subvenciones a diferentes instituciones, solicitó el rescate de la concesión de las líneas urbanas pero el Ayuntamiento de Barcelona denegó la petición y el 23 de mayo de 1977 se anunció la clausura de la red a partir del 20 de junio. El Gobierno evitó el cierre de la red de FSB otorgando por Real decreto la explotación y las líneas a Ferrocarriles de Vía Estrecha (FEVE) el 17 de junio de 1977, de forma provisional, mientras el Ministerio de Obras Públicas del Gobierno de España, la Diputación de Barcelona, la Corporación Metropolitana de Barcelona y la Ayuntamiento de Barcelona estudiaban el régimen de explotación de esta red. Debido a la indefinición se produjo una degradación del material e instalaciones, que en algún momento determinaron la paralización de la explotación.
Con la instauración de la Generalidad de Cataluña, el Gobierno de España traspasó a la Generalidad la gestión de las líneas explotadas por FEVE en Cataluña, gestionando así los Ferrocarriles de Cataluña a través del Departamento de Política Territorial y Obras Públicas (DPTOP) hasta que se creó en 1979 la empresa Ferrocarriles de la Generalidad de Cataluña (FGC), la cual integraba el 7 de noviembre de 1979 a su red estos ferrocarriles con la denominación Línea Cataluña y Sarriá.

## La estación
Desde su origen, la estación dispone de tres vías, las dos generales y una de apartado a la izquierda de éstas que continúan en vía muerta entre los tres andenes. En los años 40 se modificaron para elevar los andenes. En 1997 se construyó una pasarela peatonal para enlazar los andenes (y también la calle del Tren con la carretera de Vallvidrera) dotada de ascensores y escaleras fijas, además de prolongar el andén para albergar trenes de cuatro coches. El edificio de viajeros se sitúa a la izquierda de las vías. De estilo arquitectónico modernista, es uno de los más singulares de todos los ferrocarriles de Cataluña. En su interior acoge una sala de espera que alberga las máquinas de venta de billetes, entre otras dependencias. Loa pisos superiores eren destinados a habitantes y hoy en día acoge una oficina del parque natural de Collserola. Destaca la gran marquesina sobre el andén de la vía derivada delante del edificio de viajeros. Era una edificación auxiliar que prestaba servicios, aunque actualmente tiene otras funciones. Completan las instalaciones de la estación una subestación eléctrica ubicada a la salida de la misma. A pesar de haber tres andenes, solo se utiliza el andén central y que presta servicio a las vías 1 y 2. Ésta se halla cubierto por una marquesina en prácticamente toda su longitud y tiene las barreras tarifarias de control de accesos en el extremo del costado de San Cugat. Hasta el andén central hay un paso elevado con accesos desde la carretera de Vallvidrera y la Plaza Mayor del Rectoret.

## Galería de imágenes

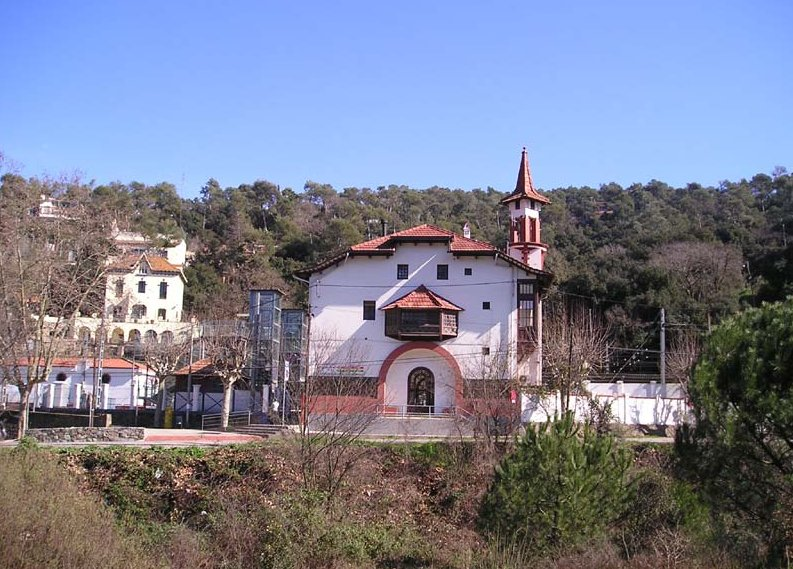
Vista general de la estación de Las Planas
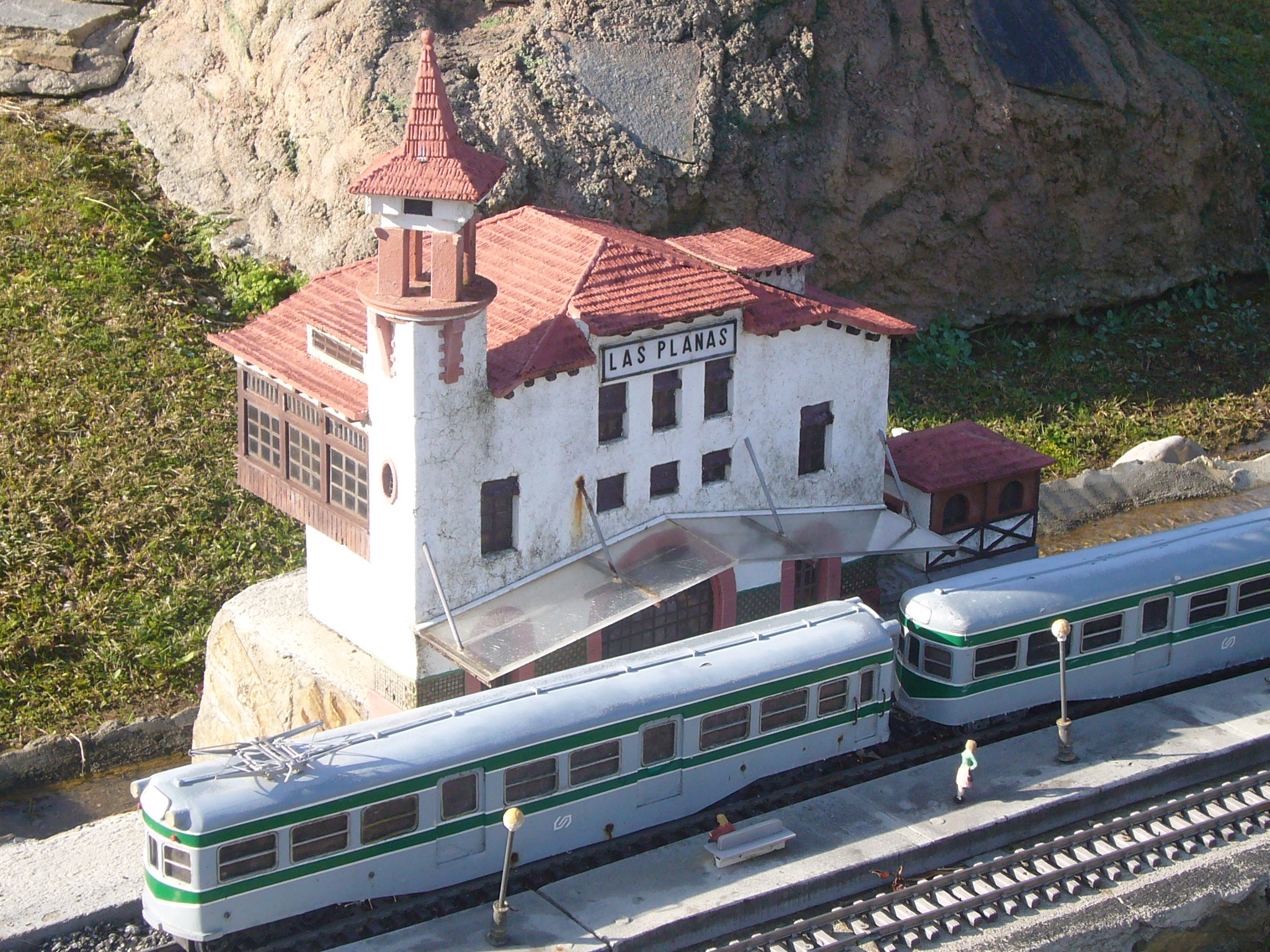
Estación de las Planas en Catalunya en Miniatura

## Servicios ferroviarios
El horario de la estación se puede descargar del siguiente enlace. El plano de las líneas del Vallés en este enlace. El plano integrado de la red ferroviaria de Barcelona puede descargarse en este enlace. Existen 3 líneas, la S5, S6 y S7 que a pesar de circulan por la estación, no efectúan parada en la estación.
Existen 3 líneas, la S5, S6 y S7 que a pesar de circular por la estación, no efectúan parada en misma.
| << cabecera                   | < estación        | línea                     | estación >  | cabecera >>             |
| ----------------------------- | ----------------- | ------------------------- | ----------- | ----------------------- |
| Línea Barcelona-Vallés de FGC |                   |                           |             |                         |
| Barcelona-Plaza de Cataluña   | Vallvidrera (apd) |                           | La Floresta | Tarrasa-Naciones Unidas |
| Barcelona-Plaza de Cataluña   | Vallvidrera (apd) | Sabadell-Parque del Norte | La Floresta |                         |